# دوروثي فيليبس
دوروثي فيليبس (بالإنجليزية: Dorothy Phillips)‏ (و. 1889 – 1980 م) هي ممثلة، من الولايات المتحدة الأمريكية، ولدت في بالتيمور، ماريلاند، توفيت في لوس أنجلوس، عن عمر يناهز 91 عاماً بسبب ذات الرئة.

## وصلات خارجية
- دوروثي فيليبس على موقع IMDb (الإنجليزية)
- دوروثي فيليبس على موقع قاعدة بيانات الفيلم (الإنجليزية)